# Вачеви
Вачеви — село в муниципалитете Чиатуры, центр общины (села: Мелушеети, гвитори, Джолхети). Он расположен на плато Чиатуры. 840 метров над уровнем моря, 19 километров от Чиатуры.

## История
Село впервые упоминается в письменных источниках в грамоте первой половины XVI века как деревня. В XVII—XVIII веках он был собственностью Кацхи.

## Достопримечательности
Историческими памятниками села Вачеви являются церковь Богородицы, построенная в 10-11 веках, и церковь Святого Георгия 17 века.
Река на территории села, В долине Гвитрула находятся поселения людей каменного века, пещера Варсини и пещера Хергулисклди.

## Население
В 2002 году проживало 679 человек. По данным переписи 2014 года в деревне живут 324 человека.